# U-17-Fußball-Weltmeisterschaft der Frauen 2016
Die U-17-Fußball-Weltmeisterschaft der Frauen 2016 (offiziell 2016 FIFA U-17 Women’s World Cup) war die fünfte Ausspielung dieses Wettbewerbs für Fußballspielerinnen unter 17 Jahren (Stichtag: 1. Januar 1999) und fand vom 30. September bis 21. Oktober in Jordanien statt. Das Turnier wurde auf der Sitzung des FIFA-Exekutivkomitees am 5. Dezember 2013 an Jordanien vergeben.
Es war das erste FIFA-Turnier, das in Jordanien stattfand. Am Turnier nahmen 16 Mannschaften teil, die zunächst in vier Gruppen und danach im K.-o.-System gegeneinander antraten.

## Qualifikation
Die Aufteilung der Startplätze erfolgte am 23. Juni 2014.
Die Qualifikation in Asien fand bei der U-16-Asienmeisterschaft in Wuhan (Volksrepublik China) vom 4. bis 15. November 2015 statt. Acht Mannschaften nahmen an der Endrunde teil, die zuerst in zwei Gruppen à vier Teams spielten, wovon die Gruppensieger und -zweiten das Halbfinale erreichten. Durch das Erreichen des Finales konnten sich Titelverteidiger Japan und die Juniorinnen aus Nordkorea neben WM-Gastgeber Jordanien für die WM qualifizieren.
Die drei Teilnehmer, welche die UEFA stellte, wurden bei der U-17-Europameisterschaft der Frauen vom 4. bis zum 16. Mai 2016 in Belarus ermittelt. Als Finalisten qualifizierten sich Deutschland und Spanien. Als letztes Team qualifizierte sich England im Spiel um Platz drei gegen Norwegen, das damit zum fünften Male die Teilnahme verpasste.
Als Qualifikationsturnier für die CONCACAF-Zone diente die CONCACAF U-17-Meisterschaft, die vom 3. bis 13. März 2016 in Grenada in einer Endrunde mit acht Mannschaften ausgetragen wurde. Die beiden Finalisten sowie die drittplatzierte Mannschaft qualifizierten sich für die WM. Die drei Plätze gingen an die Finalistinnen aus Mexiko und den USA sowie die drittplatzierte Mannschaft aus Kanada.
Die südamerikanischen Teilnehmer wurden bei der U-17-Fußball-Südamerikameisterschaft der Frauen in Venezuela vom 1. bis 20. März 2016 ermittelt. Zehn Mannschaften nahmen an der Endrunde teil, die zuerst in zwei Gruppen à fünf Teams spielten, wovon die Gruppensieger und -zweiten die Finalrunde erreichten. Es qualifizierten sich die drei erstplatzierten Mannschaft der Finalrunde für die WM. Durch zwei Siege in der Finalrunde qualifizierten sich Brasilien und Venezuela bereits vor dem letzten Spiel, in dem beide aufeinander trafen und Venezuela durch ein 1:0 den drei Jahre zuvor gewonnenen Titel verteidigte. Den dritten Startplatz sicherte sich Paraguay, das im Spiel der zuvor in der Finalrunde sieglosen Mannschaften gegen Kolumbien gewann und damit Dritter wurde.
Die drei Vertreter aus Afrika wurden in einer Vor- und zwei Qualifikationsrunden, welche jeweils in Hin- und Rückspiel ausgetragen wurden, ermittelt. Von den drei Paarungen der Vorrunde fanden zwei nicht statt, da die Demokratische Republik Kongo and Gabun zurückzogen, so dass Dschibuti und Sierra Leone kampflos die 1. Qualifikationsrunde erreichten. Zudem setzte sich Namibia gegen Botswana durch. Von den sechs Paarungen der 1. Qualifikationsrunde fanden wiederum drei nicht statt, da Mali, Sambia und Sierra Leone zurückzogen, wodurch Ghana, Marokko und Südafrika kampflos die 2. Qualifikationsrunde erreichten. Auf sportlichem Wege erreichten dagegen Ägypten gegen Dschibuti, Kamerun gegen Äthiopien und Nigeria gegen Namibia die 2. Qualifikationsrunde. Diese findet vom 12. bis 25. März 2016 statt. Die drei Sieger dieser Runde, Nigeria, Ghana und Kamerun qualifizierten sich für die WM.
Als Vertreter aus Ozeanien nahm die U-17-Frauen-Nationalmannschaft aus Neuseeland teil, die das vom 13. bis 23. Januar 2016 ausgetragene Qualifikationsturnier mit 55:0 Toren in fünf Spielen gewann.

## Spielorte
Die Spiele der Weltmeisterschaft fanden in drei Städten mit zwei bzw. einem Stadion statt.
| Amman |

| Irbid |

| Zarqa |

| Amman |

| Irbid |

| Zarqa |

## Teilnehmer
| 3 aus Europa                           | Spanien    | Deutschland | England                |
| 3 aus Asien                            | Japan (TV) | Nordkorea   | Jordanien* (Gastgeber) |
| 3 aus Nord-, Mittelamerika und Karibik | Kanada     | Mexiko      | USA                    |
| 3 aus Afrika                           | Ghana      | Nigeria     | Kamerun*               |
| 3 aus Südamerika                       | Brasilien  | Paraguay    | Venezuela              |
| 1 aus Ozeanien                         | Neuseeland |             |                        |

* Erstteilnahme.

## Vorrunde
Alle Zeiten in Ortszeit (UTC+3)

### Gruppe A
| Pl. | Land       | Sp. | S | U | N | Tore    | Diff. | Punkte |
| --- | ---------- | --- | - | - | - | ------- | ----- | ------ |
| 1.  | Mexiko     | 3   | 2 | 1 | 0 | 010:200 | +8    | 07     |
| 2.  | Spanien    | 3   | 2 | 1 | 0 | 009:100 | +8    | 07     |
| 3.  | Neuseeland | 3   | 1 | 0 | 2 | 005:700 | −2    | 03     |
| 4.  | Jordanien  | 3   | 0 | 0 | 3 | 001:150 | −14   | 0      |

|                                                                                 |   |            |           |
| Freitag, 30. September 2016 um 17:00 Uhr in Amman (Amman International Stadium) |   |            |           |
| Mexiko                                                                          | – | Neuseeland | 5:0 (2:0) |
| Freitag, 30. September 2016 um 20:00 Uhr in Amman (Amman International Stadium) |   |            |           |
| Jordanien                                                                       | – | Spanien    | 0:6 (0:3) |
| Montag, 3. Oktober 2016 um 16:00 Uhr in Irbid                                   |   |            |           |
| Spanien                                                                         | – | Neuseeland | 2:0 (0:0) |
| Montag, 3. Oktober 2016 um 19:00 Uhr in Irbid                                   |   |            |           |
| Jordanien                                                                       | – | Mexiko     | 1:4 (1:2) |
| Freitag, 7. Oktober 2016 um 16:00 Uhr in Zarqa                                  |   |            |           |
| Neuseeland                                                                      | – | Jordanien  | 5:0 (2:0) |
| Freitag, 7. Oktober 2016 um 16:00 Uhr in Amman (King Abdullah Stadium)          |   |            |           |
| Spanien                                                                         | – | Mexiko     | 1:1 (0:0) |

### Gruppe B
| Pl. | Land        | Sp. | S | U | N | Tore    | Diff. | Punkte |
| --- | ----------- | --- | - | - | - | ------- | ----- | ------ |
| 1.  | Deutschland | 3   | 2 | 1 | 0 | 005:200 | +3    | 07     |
| 2.  | Venezuela   | 3   | 2 | 0 | 1 | 005:300 | +2    | 06     |
| 3.  | Kanada      | 3   | 1 | 1 | 1 | 004:500 | −1    | 04     |
| 4.  | Kamerun     | 3   | 0 | 0 | 3 | 003:700 | −4    | 0      |

|                                                                             |   |             |           |
| Freitag, 30. September 2016 um 15:00 Uhr in Irbid                           |   |             |           |
| Venezuela                                                                   | – | Deutschland | 1:2 (0:1) |
| Freitag, 30. September 2016 um 18:00 Uhr in Irbid                           |   |             |           |
| Kamerun                                                                     | – | Kanada      | 2:3 (2:1) |
| Montag, 3. Oktober 2016 um 16:00 Uhr in Amman (Amman International Stadium) |   |             |           |
| Venezuela                                                                   | – | Kamerun     | 2:1 (1:0) |
| Montag, 3. Oktober 2016 um 19:00 Uhr in Amman (Amman International Stadium) |   |             |           |
| Deutschland                                                                 | – | Kanada      | 1:1 (1:1) |
| Freitag, 7. Oktober 2016 um 19:00 Uhr in Amman (King Abdullah Stadium)      |   |             |           |
| Kanada                                                                      | – | Venezuela   | 0:2 (0:1) |
| Freitag, 7. Oktober 2016 um 19:00 Uhr in Zarqa                              |   |             |           |
| Deutschland                                                                 | – | Kamerun     | 2:0 (1:0) |

### Gruppe C
| Pl. | Land      | Sp. | S | U | N | Tore    | Diff. | Punkte |
| --- | --------- | --- | - | - | - | ------- | ----- | ------ |
| 1.  | Nordkorea | 3   | 2 | 1 | 0 | 007:300 | +4    | 07     |
| 2.  | England   | 3   | 1 | 2 | 0 | 005:400 | +1    | 05     |
| 3.  | Brasilien | 3   | 1 | 0 | 2 | 002:300 | −1    | 03     |
| 4.  | Nigeria   | 3   | 0 | 1 | 2 | 000:400 | −4    | 01     |

|                                                                              |   |           |           |
| Samstag, 1. Oktober 2016 um 16:00 Uhr in Amman (King Abdullah Stadium)       |   |           |           |
| Nigeria                                                                      | – | Brasilien | 0:1 (0:1) |
| Samstag, 1. Oktober 2016 um 19:00 Uhr in Amman (King Abdullah Stadium)       |   |           |           |
| England                                                                      | – | Nordkorea | 3:3 (2:1) |
| Dienstag, 4. Oktober 2016 um 16:00 Uhr in Zarqa                              |   |           |           |
| Nigeria                                                                      | – | England   | 0:0       |
| Dienstag, 4. Oktober 2016 um 19:00 Uhr in Zarqa                              |   |           |           |
| Brasilien                                                                    | – | Nordkorea | 0:1 (0:0) |
| Samstag, 8. Oktober 2016 um 16:00 Uhr in Amman (Amman International Stadium) |   |           |           |
| Nordkorea                                                                    | – | Nigeria   | 3:0 (2:0) |
| Samstag, 8. Oktober 2016 um 16:00 Uhr in Irbid                               |   |           |           |
| Brasilien                                                                    | – | England   | 1:2 (1:1) |

### Gruppe D
| Pl. | Land     | Sp. | S | U | N | Tore    | Diff. | Punkte |
| --- | -------- | --- | - | - | - | ------- | ----- | ------ |
| 1.  | Japan    | 3   | 3 | 0 | 0 | 013:200 | +11   | 09     |
| 2.  | Ghana    | 3   | 2 | 0 | 1 | 003:600 | −3    | 06     |
| 3.  | USA      | 3   | 1 | 0 | 2 | 009:600 | +3    | 03     |
| 4.  | Paraguay | 3   | 0 | 0 | 3 | 001:120 | −11   | 0      |

|                                                                               |   |          |           |
| Samstag, 1. Oktober 2016 um 16:00 Uhr in Zarqa                                |   |          |           |
| Ghana                                                                         | – | Japan    | 0:5 (0:4) |
| Samstag, 1. Oktober 2016 um 19:00 Uhr in Zarqa                                |   |          |           |
| USA                                                                           | – | Paraguay | 6:1 (2:0) |
| Dienstag, 4. Oktober 2016 um 16:00 Uhr in Amman (Amman International Stadium) |   |          |           |
| USA                                                                           | – | Ghana    | 1:2 (1:0) |
| Dienstag, 4. Oktober 2016 um 19:00 Uhr in Amman (Amman International Stadium) |   |          |           |
| Paraguay                                                                      | – | Japan    | 0:5 (0:4) |
| Samstag, 8. Oktober 2016 um 19:00 Uhr in Amman (Amman International Stadium)  |   |          |           |
| Japan                                                                         | – | USA      | 3:2 (0:1) |
| Samstag, 8. Oktober 2016 um 19:00 Uhr in Irbid                                |   |          |           |
| Paraguay                                                                      | – | Ghana    | 0:1 (0:0) |

## Finalrunde

### Viertelfinale
|                                                                                |   |           |           |
| Mittwoch, 12. Oktober 2016 um 16:00 Uhr in Amman (Amman International Stadium) |   |           |           |
| Mexiko                                                                         | – | Venezuela | 1:2 (1:2) |
| Mittwoch, 12. Oktober 2016 um 19:00 Uhr in Amman (Amman International Stadium) |   |           |           |
| Deutschland                                                                    | – | Spanien   | 1:2 (0:2) |
| Donnerstag, 13. Oktober 2016 um 16:00 Uhr in Irbid                             |   |           |           |
| Nordkorea                                                                      | – | Ghana     | 2:1 (1:0) |
| Donnerstag, 13. Oktober 2016 um 19:00 Uhr in Irbid                             |   |           |           |
| Japan                                                                          | – | England   | 3:0 (2:0) |

### Halbfinale
|                                                                        |   |           |           |
| Montag, 17. Oktober 2016 um 16:00 Uhr in Amman (King Abdullah Stadium) |   |           |           |
| Venezuela                                                              | – | Nordkorea | 0:3 (0:1) |
| Montag, 17. Oktober 2016 um 19:00 Uhr in Amman (King Abdullah Stadium) |   |           |           |
| Spanien                                                                | – | Japan     | 0:3 (0:1) |

### Spiel um Platz 3
|                                                                               |   |         |           |
| Freitag, 21. Oktober 2016 um 17:00 Uhr in Amman (Amman International Stadium) |   |         |           |
| Venezuela                                                                     | – | Spanien | 0:4 (0:1) |

### Finale
|                                                                               |   |       |                |
| Freitag, 21. Oktober 2016 um 20:00 Uhr in Amman (Amman International Stadium) |   |       |                |
| Nordkorea                                                                     | – | Japan | 0:0, 5:4 i. E. |

## Schiedsrichterinnen
| Kontinentalverband | Schiedsrichterinnen                                                              | Schiedsrichterassistentinnen |
| ------------------ | -------------------------------------------------------------------------------- | --- |
| AFC                | - Kate Jacewicz - Yoshimi Yamashita - Park Ji-yeong - Oh Hyeon-jeong (Reserve)   | - Renae Coghill - Liang Jianping - Uvena Fernandes - Maiko Hagio - Lee Seul-gi - Trương Thị Lệ Trinh                                                         |
| CAF                | - Lidya Tafesse Abebe - Aissata Amegee                                           | - Josiane Mbakop - Fanta Kone |
| CONCACAF           | - Marie-Soleil Beaudoin - Mirian León - Ekaterina Koroleva                       | - Thelma Beltran - Princess Brown - Stephanie Yee Sing - Yudilia Briones - Kathryn Nesbitt - Deleana Quan                                                    |
| CONMEBOL           | - Laura Fortunato - Regildenia de Holanda Moura - Viviana Muñoz - Yeimy Martínez | - Daiana Milone - Liliana Bejarano - Tatiane Sacilotti - Leslie Vásquez - Luzmila Gonzalez - Nilda Gamarra                                                   |
| OFC                | - Finau Vulivuli                                                                 | – |
| UEFA               | - Esther Azzopardi - Sandra Braz - Anastassija Pustowoitowa - Olga Zadinová      | - Christina Biehl - Lucia Abruzzese - Jekaterina Kurotschkina - Kylie McMullan - Susanne Küng - Slavomira Majkuthová - Katarzyna Wójs - Oleksandra Ardasheva |

## Beste Torschützinnen
| Rang | Spielerin                  | Tore |
| ---- | -------------------------- | ---- |
| 1    | Lorena Navarro             | 8    |
| 2    | Ri Hae-yon                 | 5    |
|      | Deyna Castellanos          | 5    |
| 4    | Riko Ueki                  | 4    |
| 5    | Hannah Blake               | 3    |
|      | Civana Kuhlmann            | 3    |
|      | Ashley Sanchez             | 3    |
|      | Hana Takaschi              | 3    |
|      | Giulia Gwinn               | 3    |
|      | Jun Endo                   | 3    |
|      | Sakura Nojima              | 3    |
|      | Georgia Stanway            | 3    |
|      | Kim Pom-Ui                 | 3    |
| 14   | 12 Spielerinnen, darunter: | 2    |
|      | Lena Oberdorf              | 2    |
| 25   | 29 Spielerinnen, darunter: | 1    |
|      | Klara Bühl                 | 1    |